# Le Concerto de la peur

Le Concerto de la Peur (ou La Drogue du Vice) est un film français "intello-érotique" réalisé par José Bénazéraf en 1963.

## Synopsis
Nora, jeune et belle laborantine, sort un soir avec un de ses collègues, dont le corps est retrouvé sans vie le lendemain. Soi-disant emmenée pour identifier le cadavre, Nora est conduite auprès d'Éric, un trafiquant de drogue aveugle qui joue de la trompette jour et nuit devant sa cheminée. L'étrange regard fixe du gangster émeut et fascine la jeune femme.

## Fiche technique
- Réalisation : José Bénazéraf
- Scénario et dialogues : Guy Fanelli, d'après le roman de Dominique Dorn, Le Parfum de la peur (Détective-Club n° 141)
- Dialogues : José Bénazéraf
- Musique originale et interprétation : Chet Baker
- Images : Edmond Richard
- Cadre : José Bénazéraf
- Production : Les Films Univers
- Durée : 90 minutes
- Date de sortie : 29 novembre 1963 (France)
- Film interdit aux moins de 12 ans en France[1]

## Distribution
- Jean-Pierre Kalfon
- Yvonne Monlaur
- Régine Rumen
- Michel Lemoine
- Sylvie Bréal
- Hans Verner
- Jean-Claude Massoulier
- Christiane Arnaud
- Marcel Champel
- André Rouyer